# Dorcadion walteri
Dorcadion walteri là một loài bọ cánh cứng trong họ Cerambycidae.